# Konexion
Albums de Freddie Foxxx
Industry Shakedown
(2000) Crazy Like a Foxxx
(2008)
Konexion est le troisième album studio de Freddie Foxxx (sous le nom de Bumpy Knuckles), sorti le 10 juin 2003.

## Liste des titres
| No  | Titre                                     | Contient un (des) sample(s) de         | Durée |
| --- | ----------------------------------------- | -------------------------------------- | ----- |
| 1.  | Interview with Allhiphop.com              |                                        | 2:02  |
| 2.  | Drop a Jewel                              |                                        | 2:37  |
| 3.  | Paine (Pressure at INdustry Expense)      | Delilah de Tom Jones                   | 4:30  |
| 4.  | Swazzee                                   | Roll Right de Rage Against the Machine | 4:28  |
| 5.  | Poetry                                    |                                        | 4:43  |
| 6.  | Step Up                                   | Top Billin' d'Audio Two                | 3:31  |
| 7.  | Angel (featuring Janah)                   |                                        | 1:37  |
| 8.  | Konexion                                  | Intimate Connection de Kleeer          | 3:35  |
| 9.  | Mega Bomb Dropper                         |                                        | 4:00  |
| 10. | Tell Me                                   |                                        | 5:06  |
| 11. | Me!                                       |                                        | 3:59  |
| 12. | No I Aint With It!                        |                                        | 4:55  |
| 13. | Lazy!!!                                   |                                        | 4:31  |
| 14. | Stick'em Up!                              |                                        | 3:36  |
| 15. | Aim-Cock-Spit (featuring Tayshine)        |                                        | 5:19  |
| 16. | Gangsta's Again                           |                                        | 4:15  |
| 17. | When the Angels Sing (featuring Khadejia) |                                        | 6:34  |
| 18. | New Millenium                             |                                        | 4:46  |